# 西非乳香树
西非乳香树是橄榄科乳香树属植物，原产从科特迪瓦到喀麦隆、乍得、中非共和国的西非热带地区，模式产地在尼日利亚北部。树脂、树皮可作熏香，也可入药。其小叶顶端显著渐尖。种加词取自英国植物学家约翰·麦克尤恩·达尔齐尔（John McEwan Dalziel）。